# درام‌پوینت (مریلند)
درام‌پوینت (به انگلیسی: Drum Point) یک منطقهٔ مسکونی در ایالات متحده آمریکا است که در شهرستان کلورت، مریلند واقع شده‌است. درام‌پوینت ۴٫۷۶ کیلومتر مربع مساحت و ۲٬۷۳۱ نفر جمعیت دارد و ۶٫۴ متر بالاتر از سطح دریا واقع شده‌است.